# Alberto Rodríguez (músico)
Alberto Rodríguez (Pedro Molina, Mendoza; 12 de julio de 1900 – ibídem, 18 de agosto de 1997) fue un músico folklorista y compositor argentino de folclore. Primer recopilador de la música popular de Cuyo, (Argentina) del siglo XLX.

## Biografía
Rodríguez nació en la zona de la Media Luna (actual Pedro Molina), en el departamento Guaymallén. Recorrió y exploró el folklore de Cuyo en su región por más de cuatro décadas. Cedió más de 1000 melodías, en forma gratuita, al Instituto de Filosofía y Letras, a pedido del doctor Ricardo Rojas y del musicólogo Carlos Vega. 
Es referente para la investigación musical de la Tonada cuyana, por la recopilación de campo de las distintas formas literarias y musicales de las Tonadas Cuyanas del siglo XLX.
Es el único referente de la recopilación musical e investigación de las Danzas Cuyanas del siglo XLX. Fue el primer recopilador que tomó notación musical y coreográfica de las danzas y de la cueca cuyana en las tres métricas vigentes hasta la década de 1930 en la región de Cuyo, plasmadas en la primera edición del libro “Cancionero Cuyano”.
Primeros años:
Tuvo una niñez carenciada de la cual no quería acordarse, solamente de todas las pequeñas historias que involucraban las Chinganas, el antiguo Matadero (hoy zona del Museo Fundacional de Mendoza), los bodegones populares, fogones, fiestas patrias y todo lo que fuera los divertimentos de los que fue testigo y actor social.
Cursó la escuela hasta 4° grado en una escuela del Bermejo (distrito de Guaymallén). Desde los siete años dominaba la armónica. Más tarde la guitarra y el requinto. Hombres grandes venían a buscarlo a escondidas de su madre, lo envolvían en un poncho y lo llevaban en un sulky para ir a acompañar a cantores en las Chinganas, en las serenatas, o en fiestas familiares donde escuchó de cantores nacidos en el siglo XIX viejas tonadas y danzas populares de la época. Según él ésta fue su escuela. Más tarde formó pequeños conjuntos. Integró una banda dirigida por Fidel María Blanco.
Posiblemente a los diecisiete años fue cuando encontró una pianola en un bar de Mendoza ubicado entre las calles Montecaseros y Alberdi. Según su hija Nelly "fue un instrumento que lo atrapó para siempre". Apenas puso sus manos en el teclado comenzó a preludiar melodías que fluían naturalmente. Existía en Guaymallén, por la zona de Pedro Molina, un cinematógrafo: el "Cine Recreo" que proyectaba películas de cine mudo -hoy teatro "Armando Tejada Gómez". Era propiedad del primer aviador mendocino Mario Casalle. Tenía un piano. Alberto Rodríguez le propuso tocarlo gratis en los entreactos a cambio de estudiar. Y así fue que consiguió libros de digitación y armonía que le facilitó Fidel María Blanco. Allá estaba todas las horas que podía. 
En 1918 hace la Marina y allá forma una orquesta de músicos, donde aparentemente incluía tangos de la vieja guardia en su repertorio.
Aparentemente existían pequeñas orquestas que tocaban tango junto con el jazz y otras músicas de la época que tocaban en confiterías con juegos de villar, en viejos teatros. 
En 1920, creó la “Orquesta Típica Buenos Aires” la cual según los diarios de la época fue muy conocida y requerida. Algunos documentan que fue la primera orquesta de tango en Mendoza. Con esta orquesta viaja a Chile, Bolivia y Perú. En Chile actuó en teatros donde compartió escenarios con el famoso conjunto chileno "Los cuatro huasos". Vuelve en 1931 donde actuó en la capital de Santiago de Chile. 
Ya había empezado a tomar notación musical y hacer una compilación de las antiguas canciones y danzas de Cuyo, que se venían olvidando en el tiempo. 
En 1932, junto con Juan Dragui Lucero, crearon la Compañía de Arte Nativo, con músicos y bailarines autodidactas para escenificar libretos costumbristas. Se presentan en Mendoza en el Teatro Municipal con singular éxito. En marzo de 1933 llevan el espectáculo Buenos Aires, en la sala Wagneriana. Accidentalmente va a ver un musicólogo el espectáculo y lo interpela entre bastidores: -¿Cómo asegura usted que el origen de esa danza viene de tal año? -¿Y usted quién es? - Yo me llamo Carlos Vega y escribo en la prensa, y me interesa de sobremanera todo esto. 
La compañía permaneció tres meses en Buenos Aires donde actuaron en la sala Signo, en el teatro San Martin, en la radio LS 9 La Voz del Aire, y actuaron en otras peñas. Esta es la primera colección documental de música cuyana, ausente hasta el momento. Llevaba consigo a Buenos Aires varios cientos de partituras. Carlos Vega lo relacionó con don Ricardo Rojas quien le pide que continúe esta labor, ya que era el único capacitado para hacerlo. 
Alberto Rodríguez nunca recibió subsidios y al finalizar, en el año ´37, cedió gratis toda la colección al Instituto de Filosofía y Letras de la Universidad de Buenos Aires. Por esta misma época presenta junto al poeta Julio Quintanilla el Cancionero Cuyano en "La Peña" y en el salón del diario Critica presentados por Carlos Vega, con muy buena crítica. 
En 1936 es convocado por el Gobierno de Juan Maurín en San Juan (provincia en la que ya era conocido) para organizar el Primer Festival de Arte Nativo Nacional. Querían que seleccionara valores en danza. Ahí recorrió toda la provincia de San Juan. Lugares donde no había llegado luz eléctrica ni radio ni cine. Esto le permitió tomar notación más exacta de lo que fueron los primeros coreogramas elaborados en el cancionero cuyano. de este certamen también fue jurado Juan Dragui Lucero, Julio Quintanilla, Ismael Moreno, entre otros. El ganador de este concurso fue don Raúl Oro, de familia tradicional sanjuanina. 
Década del 40:
En esta década actuó en radio "Belgrano", radio "El Mundo", radio "El pueblo", radio "Excélsior", con excelentes comentarios como representante de la música más antigua del profundo Cuyo. Actuaba solo o con el conjunto "Los Andinos". También con la cantante Martha de los Ríos. Según la información de las revistas "El Alma que Canta", "Sintonía", "El Hogar", "Antena", "Radiolandia" (revistas populares de la época donde, conforme a esta parte de la historia, se ocupaban de criticas y programaciones de la radiofonía en Buenos Aires). En 1943 tuvo un ciclo en Radio del Estado Buenos Aires. Fue director artístico de radio "Splendid" Mendoza en su creación. En este cargo estuvo un año y medio, ya que sus actividades se centraban en Buenos Aires. No fue accionista. 
Para esta década crecía la difusión del folklore en todas sus expresiones, en las radios, teatros. Se implementaban las primeras enseñanzas sistemáticas del folklore en las escuelas. Se crean entes nacionales con respaldo a la investigación del folklore a nivel nacional. Las radios le permitieron un amplio espacio de vínculos con los primeros didácticos de la danza, investigadores y docentes. En esta época fue el único referente en la recopilación y ritmos de la música popular de cuyo. Las radios le permitieron un amplio espacio de vínculos con los primeros didácticos de la danza y sus docentes. Con Andrés Chazarreta impulsaron mucho la creación de la danza folklórica en las escuelas.
En 1948 dirigió la primera Orquesta de Música Sinfónica Nativa, con músicos del Teatro Colón de Buenos Aires:
"Dentro del plan de difusión cultural previsto por la Secretaria de Cultura de la Nación me ofrecieron la dirección de la Orquesta de Música Sinfónica Nativa. La música folklórica ya había ganado un espacio significativo, no faltaban razones para que ésta tuviera un espacio preferencial de carácter sinfónico"
En las políticas culturales de la década del '40 hubieron extensiones culturales del teatro Colón de Buenos Aires a varios puntos del país, una de éstas fue la que dirigió Alberto Rodríguez en el teatro Auditorium de Mar del Plata en el mes de Febrero de 1948. Actuó con la eximia coreógrafa argentina Angelita Vélez, su compañía de danza con veinte bailarines del teatro Colón, el coro estable de éste coliseo, con diez voces líricas y la orquesta de éste con veintidós músicos. Actuó también Prudencio Giménez, Félix Pérez Cardozo y Tarateño Rojas.
Actuaron veinte días a sala llena, según la programación el repertorio varió según los días. Incluyó música folklórica tradicional orquestada de todo el país.
"Fue una prueba de fuego, ni los mismos auspiciantes creían en la posibilidad de mantener un espectáculo con evocaciones nativas por más de ocho días" (Fuente: diario "La Época" de Mar del Plata, febrero de 1948 y diario "Los Andes" de Mendoza, marzo de 1948.)
En 1949 fue designado por el Gobierno de Mendoza, Miembro para el Primer Congreso Nacional de Folklore y Miembro Oficial, Delegado por la Provincia de San Juan.
Se formó una comisión nacional de folklore con el fin de investigar y estudiar todo el folklore en todas las regiones en diferentes áreas, para esto hubo una selección de invitados de cada provincia que tuvieran un conocimiento profundo de su tierra.
Uno de los objetivos era unificar criterios y enseñanzas de éste, no solamente en las escuelas sino en la creación de centros regionales de enseñanza en todo el país.
También se realizaron "Jornadas de Proyección de la Danza Folklórica" que tuvo lugar en el Teatro Nacional Cervantes de la Capital Federal. (Fuente: Carlos del Moral, diario de San Juan, 14 de noviembre de 1949).
En 1954 dirigió el espectáculo "Gran Retablo Folklórico Cuyano" en el Teatro Griego Frank Romero Day, con motivo de realizarse en Mendoza la Feria de las Américas. 
Este fue un evento de carácter continental donde fue primordial demostrar al mundo la tecnología industrial de todos los países de América. Se trató de un evento que duró tres meses, fue apoteósico y grandioso por lo industrial. Por ese entonces el país transitaba el segundo plan quinquenal de Juan Domingo Perón. 
El gobernador de Mendoza de ese entonces, Dr. Carlos Evans, quiso ofrecer a los visitantes un espectáculo de neto sabor localista y es así que convoca a Alberto Rodríguez. Posiblemente haya sido el segundo que se hizo en este Teatro Griego desde su creación en 1950. Actuaron músicos de la Universidad Nacional de Cuyo, un coro polifónico dirigido por Alfredo Dono, un ballet folklórico dirigido por Víctor Daniel Nieto y Eva Godoy. Los relatos estuvieron a cargo de César Mermet y Armando Tejada Gómez. Se convocó más de cien extras y actuaron cuarenta guitarras dirigidas por David Caballero. Según el programa el argumento estuvo dividido en ocho cuadros con escenificaciones costumbristas de la historia popular de Mendoza, con música del Cancionero Cuyano. Fue un espectáculo donde -según el programa- se ensambló pantomima, coro, sonido, danza y relatos que iban marcando los distintos momentos. 
Aparentemente fue la primera vez que se fusionó lo culto y lo popular en una escenificación. El espectáculo se realizó tres veces y fue la base para que las próximas fiestas de la vendimia -ya conocidas mundialmente- contaran con artistas, directores y guiones locales, ausentes hasta ese momento. Este fue un espectáculo alternativo. No tuvo nada que ver con la tradicional Fiesta Nacional de la Vendimia, que incluyó la elección de la reina y fue dirigida por Ivo Pelai en el Autódromo de Mendoza (Fuente: diario Los Andes, mes de febrero de 1954, 25 de marzo de 1954. Programa del archivo de Alberto Rodríguez)
Presentó el Cancionero Cuyano en varios países de Europa. Se distinguió por sus investigaciones realizadas en torno al origen árabe-andaluz de la tonada cuyana. Fundó y dirigió el Instituto de Investigación y Divulgación del Folklore Cuyano, con el que trabajó hasta su fallecimiento, en la investigación y difusión del folclore.
Su profusa obra incluye: Cancionero Cuyano (1938); Canciones de mi Tierra (1943); Danzas y Canciones Nativas para el niño y el hombre (1944); Voces de la Cordillera (1946); Nuestro Folklore (1968), galardonado con el Premio Bienal del Ministerio de Cultura y Educación; Cuyo Canta (1971); Danzas y Canciones de Cuyo (1977); Álbum y ritmos de Cuyo para guitarra (entre 1977 y 1979); Cuyo Canta en la Escuela (1980); Danzas Folklóricas Cuyanas del Siglo XIX y Manual de Folklore Cuyano (1990).

## Algunas de sus obras
| Nombre                                 | Género | Letra                    | Música                   |
| -------------------------------------- | ------ | ------------------------ | ------------------------ |
| Allá va... Allá viene                  | Cueca  | Recop. Alberto Rodríguez | Recop. Alberto Rodríguez |
| El encuentro                           | Cueca  | Alberto Rodríguez        | Fidel Rodolfo Álvarez    |
| Negrita chiquitita (recopilación)      | Cueca  | Recop. Alberto Rodríguez | Recop. Alberto Rodríguez |
| No pago por ver tirar                  | Gato   | Alberto Rodríguez        | Alberto Rodríguez        |
| Quien te amaba ya se va (recopilación) | Tonada | Recop. Alberto Rodríguez | Recop. Alberto Rodríguez |

En 1938 se funda la actual S.A.D.A.I.C. Alberto Rodríguez fue socio fundador porque estuvo entre los primeros dos mil. Según Jorge Viñas Berchessi antes hubieron otras agrupaciones. Según Rodríguez el formo parte en  el año 1921 del Circulo de Autores y Compositores. A esos primeros recopiladores les autorizaron a inscribir las músicas y cobrar el Derecho Autoral Mínimo (DAM).
En el caso de la tonada "Quien te amaba ya se va" esta inscripta en el Cancionero Cuyano en 1938 como recopilación. Hay más datos de ésta Tonada en una nueva edición digital titulada "Cancionero Cuyano - Décimas, octavillas y quintillas" libro digital realizado sin fines de lucro